# Dienstplichtrellen in New York

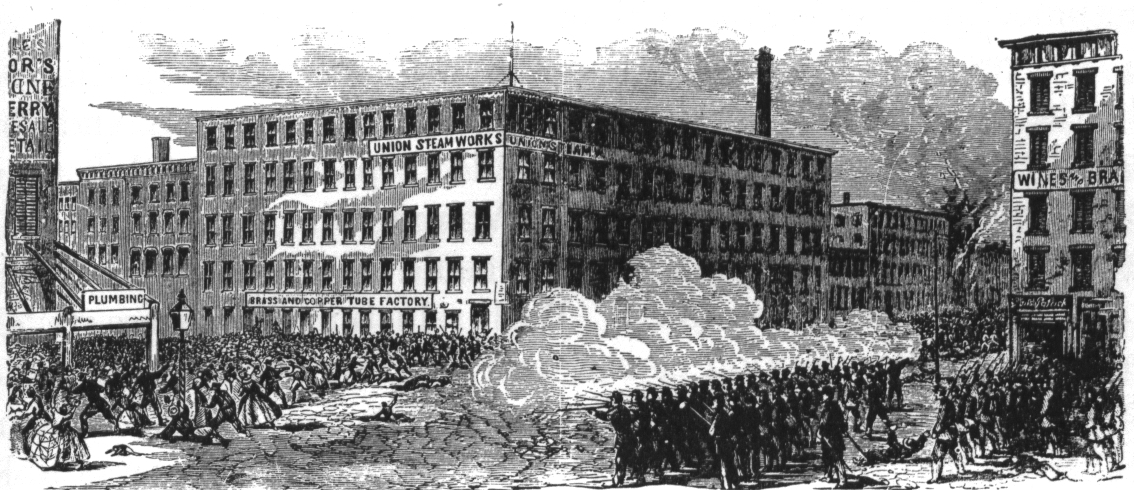
Federale troepen vuren op opstandige burgers

De dienstplichtrellen in New York of Draft Riots van 13 juli tot 16 juli 1863, Draft Week genoemd, waren gewelddadige rellen in New York. Ze volgden op de goedkeuring door het Amerikaans Congres van conscriptiewetten die regelden dat door loting mannen zouden worden aangewezen dienst te doen in de Amerikaanse Burgeroorlog. President Abraham Lincoln zond troepen naar de stad om de orde te herstellen. De opstandelingen bestonden vooral uit Ierse Amerikanen. In andere steden vonden tezelfdertijd kleinere rellen plaats. De boosheid over de gedwongen inlijving in het leger keerde zich tegen de Afro-Amerikanen. Lincoln stelde dat de Unie vocht voor de afschaffing van de slavernij. De relschoppers bestempelden de zwarten daarom als schuldig aan de oorlog. Generaal-majoor John E. Wool kondigde op 16 juli de noodtoestand af. Het leger ging het oproer te lijf met artillerie en bajonetten. De onderdrukking er van lukte pas nadat vele gebouwen geplunderd of vernield waren, waaronder het kantoor van de krant de New-York Tribune, een weeshuis voor zwarten en P.T. Barnums rariteitenmuseum.

## Aanleiding
Vanwege een tekort aan militairen in de Unie stemde het Congres op 3 maart 1863 over de eerste dienstplichtwet (conscription act) van de Verenigde Staten. Mannen tussen 18 en 35 jaar oud zouden door loting worden aangewezen voor legerdienst. Het was mogelijk zich voor 300 dollar daarvan vrij te kopen. Dat was een hoog bedrag dat enkel de rijkste Amerikanen zich konden veroorloven. De Copperheads, een democratische fractie in het Noorden die tegen de oorlog was, ageerde fel tegen de wet.
De dienstplichtwet botste ook met de inspanningen van Tammany Hall, leider van de Democraten in New York, om Ierse immigranten in te schrijven als staatsburgers zodat ze op hem konden stemmen. Dit burgerschap zou een de mogelijke plicht tot dienstnemen gaan inhouden.
De betaalde afkoopsommen kwamen ten goede aan het financieren van militaire acties. Bij de lagere- en middenklasse ontstond het gevoel dat de oorlog een belang van de rijken was. De praktijk werd echter dat groepen mannen zich verenigden om, als iemand van hen werd geloot, geld samen te brengen voor de afkoopsom. Het leidde tot de uitdrukking "300 dollar man".

## Rellen
De tweede lotingsronde vond plaats op 13 juli 1863. Een furieuze menigte viel het kantoor van de 'assistant provost marshall' aan. Aanvankelijk hadden de oproerlingen het gemunt op lotingsbureaus en politiekantoren maar al snel werden Afro-Amerikanen een belangrijk doelwit. Zwarten werden zondebok en slachtoffer van de woede der relschoppers. Wie in hun handen viel werd in elkaar geslagen, gemarteld of gelyncht. 

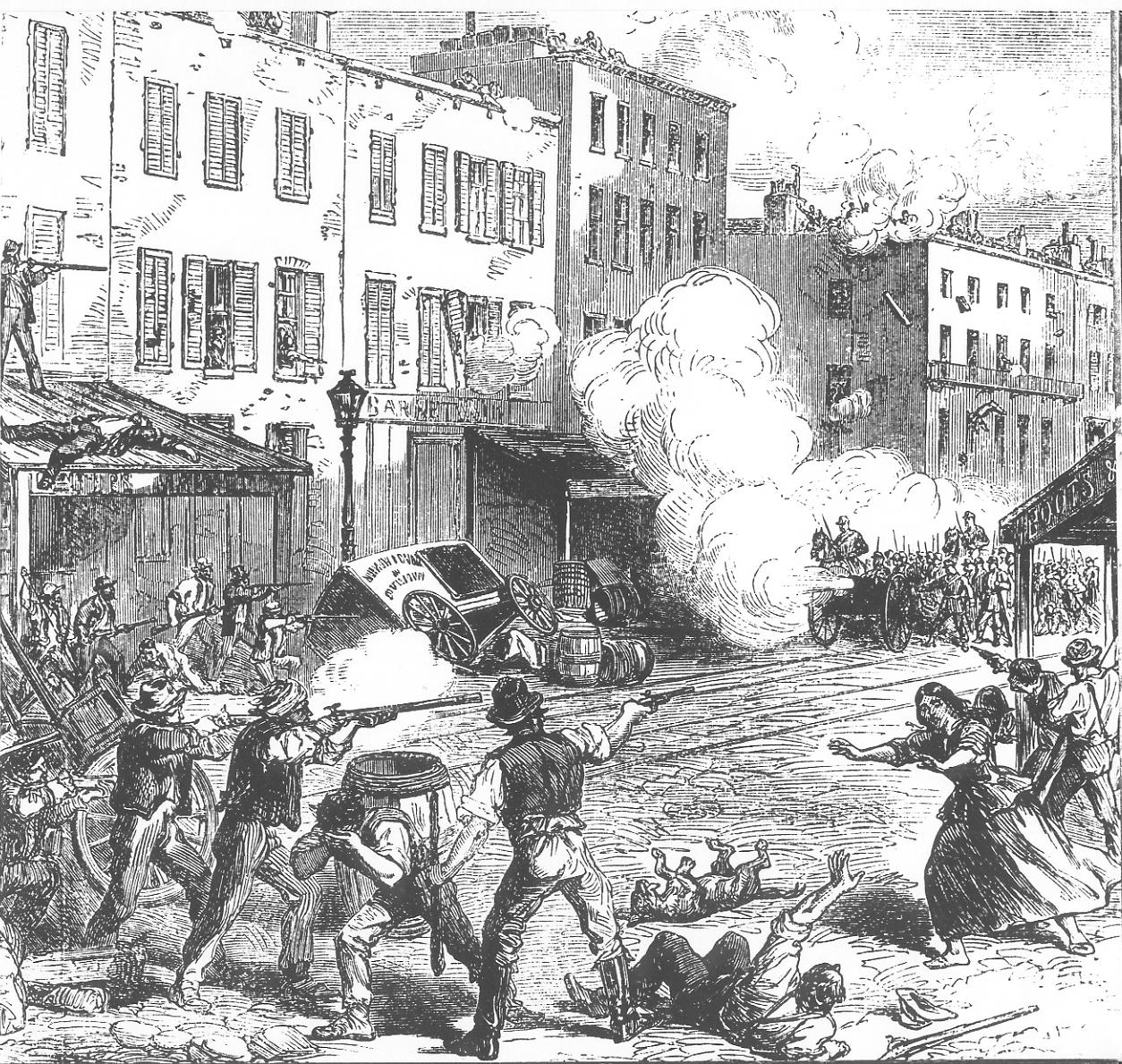
Oproerlingen vallen federale troepen aan

De New Yorkse politie slaagde er niet in de rellen de baas te worden. De politie was onderbemand en hield zich vooral bezig met het beperken van de eigen verliezen en het redden van wie ze kon redden. De opstand moest onder controle worden gebracht door haastig aangevoerde federale troepen, waaronder de 152nd New York Volunteers, de 26th Michigan Volunteers, en de 27th Indiana Volunteers. Daarnaast arriveerde, na een geforceerde mars, de New York Guard uit Frederick, Maryland. Deze werden aangevuld door het 74ste en 65ste regiment van de militie van de staat New York, gestuurd door de gouverneur en een sectie van de 20th Independent Battery, New York Volunteer Artillery uit Fort Schuyler in Throgs Neck. Op 15 juli beheersten de oproerlingen verschillende delen van de stad, maar tegen de ochtend van 16 juli hadden duizenden federale militairen de controle grotendeels in handen.

## Nasleep
Het exacte dodental is onbekend. Volgens Cook (1974) werden er minstens 100 burgers gedood en raakten 300 gewond. De materiële schade liep op tot zo’n 1,5 miljoen Amerikaanse dollar. Op 19 augustus werd de loting hervat. Ze werd zonder incidenten in tien dagen voltooid. Er werden veel minder mannen ingeloot dan gevreesd; van de 750.000 geselecteerden moest zes procent daadwerkelijk in dienstnemen.

## De rellen in fictie
De Draft Riots komen aan bod in:
- On Secret Service door John Jakes;
- Paradise Alley door Kevin Baker;
- In album 45 van de stripreeks De Blauwbloezen, Oproer in New York.
- De film Gangs of New York (2002) van Martin Scorsese bevat een uitgebreide scène over de rellen. Een scène toont oorlogsschepen van de Union Navy die de stad onder vuur namen. Dit is historisch incorrect. Geen enkel Amerikaans oorlogsschip opende het vuur op de stad.

## Voetnoten
1. ↑  Barnes 5; Harper's Weekly, volume vii, no 344; John E. Wool Official Reports.
2. ↑   David Donald, Civil War and Reconstruction (2002) 229